# Voyager of the Seas
Voyager of the Seas (укр. Мандрівник морів) — круїзне судно класу Voyager, що перебуває у власності компанії «Royal Caribbean Cruises Ltd.» та експлуатується оператором «Royal Caribbean International». Ходить під прапором Багамських островів із портом приписки в Нассау.

## Історія судна
Судно було закладене 31 березня 1998 року на верфі «STX Finland» в Турку, Фінляндія. Спуск на воду відбувся 27 листопада 1999 року. 29 жовтня 1999 року судно здано в експлуатацію та передано на службу флоту компанії-замовника. 21 листопада того ж року здійснило перший рейс.
На церемонії хрещення, що відбулася 19 листопада 1999 року у Маямі, хрещеною мамою судна стала німецька олімпійська чемпіонка Катаріна Вітт. Перший рейс здійснений 21 листопада з Маямі по Карибському басейну. З часу введення в експлуатацію судно здійснило круїзи у водах Карибського моря, атлантичного узбережжя США, у Середземномор'ї, Скандинавії, Балтії, навколо узбережжя Австралії, Нової Зеландії та країн Південно-Східної Азії. За цими ж маршрутами судно працює і нині.